# Liste der Baudenkmale in Oldenburg (Oldb) – Ackerstraße
In der Liste der Baudenkmale in Oldenburg (Oldb) – Ackerstraße stehen alle Baudenkmale der Ackerstraße in Oldenburg (Oldb).  Die Quelle der IDs und der Beschreibungen ist der Denkmalatlas Niedersachsen.
Der Stand der Liste ist das Jahr 2022.

## Allgemein
In den Spalten befinden sich folgende Informationen:
- Lage: die Adresse des Baudenkmales und die geographischen Koordinaten. Kartenansicht, um Koordinaten zu setzen. In der Kartenansicht sind Baudenkmale ohne Koordinaten mit einem roten Marker dargestellt und können in der Karte gesetzt werden. Baudenkmale ohne Bild sind mit einem blauen Marker gekennzeichnet, Baudenkmale mit Bild mit einem grünen Marker.
- Bezeichnung: Bezeichnung des Baudenkmales
- Beschreibung: die Beschreibung des Baudenkmales. Unter § 3 Abs. 2 NDSchG werden Einzeldenkmale und unter § 3 Abs. 3 NDSchG Gruppen baulicher Anlagen und deren Bestandteile ausgewiesen.
- ID: die Objekt-ID des Baudenkmales
- Bild: ein Bild des Baudenkmales, ggf. zusätzlich mit einem Link zu weiteren Fotos des Baudenkmals im Medienarchiv Wikimedia Commons. Wenn man auf das Kamerasymbol klickt, können Fotos zu Baudenkmalen aus dieser Liste hochgeladen werden:

Zurück zur Hauptliste
| Lage                                      | Bezeichnung | Beschreibung | ID       | Bild |
| ----------------------------------------- | ----------- | --- | -------- | ---- |
| Ackerstraße 1 53° 9′ 24″ N, 8° 13′ 11″ O  | Wohnhaus    | Zweigeschossiger freistehender Putzbau über Kellersockel unter Mansarddach mit Halbwalm. An der Straßenseite polygonaler zweigeschossiger Standerker, darüber flaches Zwerchhaus. Eingang links davon. Rechteckfenster. Sparsame Gliederung (nur profilierte Sohlbänke und Gesims über dem ersten Obergeschoss) über rustiziertem Sockel. Vorgarten und eiserne Einfriedung. Erbaut 1911, Architekt C. Buschmann.                                                              | 37453748 | BW   |
| Ackerstraße 2 53° 9′ 24″ N, 8° 13′ 10″ O  | Wohnhaus    | Zweigeschossiger Putzbau unter Walmdach, an der rechten Seite zurückliegender Vorbau mit Eingang. Hochrechteckige Fenster mit Brüstungsfeldern und Ädikulen sowie profiliertes geschosstrennendes Gesims als Putzgliederung. Neue Giebelgaupe. Vorgarten. Erbaut 1899–1900, Architekt W. Wilkens. | 37453770 | BW   |
| Ackerstraße 3 53° 9′ 24″ N, 8° 13′ 9″ O   | Wohnhaus    | Zweigeschossiger Backstein-/Putzbau von vier Achsen unter Walmdach. Auf der rechten Seite zurückliegender Vorbau mit Eingang. Putzgliederung: geschossteilende Gesimse, Fensterrahmungen, Kantenquaderung. Vorgarten. Erbaut 1899. | 37453792 | BW   |
| Ackerstraße 4 53° 9′ 24″ N, 8° 13′ 9″ O   | Wohnhaus    | Zweigeschossiger Putzbau über Sockelgeschoss unter Walmdach, auf der rechten Seite zurückliegender Vorbau mit Eingang. Sparsame Gliederung durch Fensterrahmungen und Gesimse, Sockel mit Putzquaderung. Am Vorbau oben Kartusche mit Jahreszahl „1898“. Neue Schleppgaupe. Originale Haustür. Vorgarten und eiserne Einfriedung mit massiven Pfosten. Erbaut 1898 durch Zimmermeister H. Eylers.                                                                              | 37453814 | BW   |
| Ackerstraße 6 53° 9′ 24″ N, 8° 13′ 7″ O   | Wohnhaus    | Giebelständiger eineinhalbgeschossiger Putzbau von vier Achsen mit Drempel unter Satteldach (Typus „Oldenburger Hundehütte“). Eingang auf der rechten Seite. Putzgliederung (Fensterrahmungen und z. T. -ädikulen, geschossteilendes Gesims, horizontale Putzfugen). Vorgarten und eiserne Einfriedung. Erbaut 1898–1899, Architekt F. Lübbers. | 37453836 | BW   |
| Ackerstraße 7 53° 9′ 24″ N, 8° 13′ 6″ O   | Wohnhaus    | Giebelständiger eineinhalbgeschossiger Putzbau von vier Achsen mit Drempel unter Satteldach (Typus „Oldenburger Hundehütte“). Putzgliederung (Fensterrahmungen und z. T. -ädikulen, z. T. Baluster in den Brüstungsfeldern, geschossteilendes Gesims, horizontale Putzfugen). Eingang auf der rechten Seite. Vorgarten und eiserne Einfriedung. Erbaut 1898, Architekt Lunsken.                                                                                                | 37453858 | BW   |
| Ackerstraße 8 53° 9′ 24″ N, 8° 13′ 6″ O   | Wohnhaus    | Giebelständiger eineinhalbgeschossiger Putzbau von vier Achsen mit Drempel unter Satteldach (Typus „Oldenburger Hundehütte“). Putzgliederung (Fensterrahmungen und z. T. -ädikulen, geschossteilendes Gesims, horizontale Putzfugen). Vorgarten und eiserne Einfriedung. Erbaut 1901–1902, Architekt Friedrich Marks. | 37453880 | BW   |
| Ackerstraße 10 53° 9′ 24″ N, 8° 13′ 4″ O  | Wohnhaus    | Eineinhalb- bis zweigeschossiger Putzbau mit Zierfachwerk über Kellersockel. Kern eineinhalbgeschossig mit traufständigem Schopfwalmdach, vor Zwerchgiebel rechts breiter zweigeschossiger Risalit mit Fußwalmdach, wiederum vorspringend rechts erneut zweigeschossiger Risalit mit Halbwalmdach und Fachwerkgiebel. Sparsame Putzgliederung (Fensterrahmungen, Gesims über dem Sockel). Vorgarten. Erbaut 1908–1909 durch Maurermeister F. Hegeler.                          | 37453924 | BW   |
| Ackerstraße 12 53° 9′ 24″ N, 8° 13′ 3″ O  | Wohnhaus    | Zweigeschossiger, vierachsiger Backsteinbau mit Putzgliederungen unter Walmdach. Links Auslucht mit Balkon darüber, an der rechten Seite zurückgesetzter Vorbau mit Eingang. Gesimse, horizontale Bänderungen und Fensterrahmungen als Putzgliederungen. Vorgarten. Erbaut 1905, wohl durch Zimmermeister Meyer. | 37453971 | BW   |
| Ackerstraße 13 53° 9′ 23″ N, 8° 13′ 2″ O  | Wohnhaus    | Eineinhalbgeschossiger, giebelständiger Backsteinbau mit Putzgliederung unter Satteldach, mit Drempel (Typus „Oldenburger Hundehütte“). Eingang auf der rechten Seite. Fensterrahmungen, z. T. Ädikulen, Eckquaderung und geschosstrennendes Gesims als Putzgliederung. Hölzerner Schwebegiebel. Vorgarten. Erbaut 1902 von Zimmermeister F. Meyer & Co. | 37453993 |      |
| Ackerstraße 14 53° 9′ 23″ N, 8° 13′ 1″ O  | Wohnhaus    | Zweigeschossiger, vierachsiger Backsteinbau mit Putzgliederungen unter Walmdach. An der rechten Seite zurückliegender Vorbau mit Eingang und davor an der Ecke weiterer Anbau. Gesimse, horizontale Bänderungen und Fensterrahmungen als Putzgliederungen. Vorgarten. Erbaut 1905 durch Zimmermeister Meyer. | 37454015 |      |
| Ackerstraße 15 53° 9′ 23″ N, 8° 13′ 1″ O  | Wohnhaus    | Traufständiger eingeschossiger Putzbau über Kellersockel mit mittlerem Risalit und Zwerchgiebel, davor polygonaler eingeschossiger Standerker mit Balkon, unter Schopfwalmdach. Zwerchgiebel mit hölzernem Schwebegiebel. Putzgesimse, sparsame Fensterrahmungen und Putzquaderung des Sockelgeschosses. Eingang auf der rechten Seite mit Freitreppe. Vorgarten. Erbaut 1907, Architekt H. Osterthun.                                                                         | 37454037 |      |
| Ackerstraße 18 53° 9′ 23″ N, 8° 12′ 58″ O | Wohnhaus    | Eingeschossiger giebelständiger Putzbau unter Mansardwalmdach mit Fußwalm. Links erkerartig vorgezogenes Fenster (Bay Window) von 1913 (vorher dort Loggia). Auf der linken Seite zurückliegender Vorbau mit Eingang. Vorgarten. Erbaut 1911, Architekt H. Osterthun. | 37424055 |      |
| Ackerstraße 25 53° 9′ 22″ N, 8° 12′ 56″ O | Wohnhaus    | Eingeschossiger Putzbau über Sockelgeschoss mit segmentbogenförmig vorgezogenem, eingeschossigen Standerker und Giebel rechts unter Mansardwalmdach. Eingang auf der linken Seite. Vorgarten und eiserne Einfriedung. Erbaut 1910–1911, Architekt H. Osterthun. | 37454059 | BW   |
| Ackerstraße 26 53° 9′ 22″ N, 8° 12′ 57″ O | Wohnhaus    | Doppelhaus mit Nr. 27. Zweigeschossiger traufständiger Putzbau über Kellersockel mit Balkonloggien in beiden Geschossen links und zweigeschossigem polygonalen Standerker sowie Giebel rechts. An der rechten Seite zurückspringender Vorbau mit Eingang. Unterer Teil backsteinsichtig. Sparsame Putzgliederung in Jugendstilformen. Vorgarten und Einfriedung aus Backstein mit Holzlattenzaun. Über dem Eingang Inschrift „1910“. Erbaut 1909–1910, Architekt H. Osterthun. | 37454081 |      |
| Ackerstraße 27 53° 9′ 22″ N, 8° 12′ 57″ O | Wohnhaus    | Doppelhaus mit Nr. 26. Zweigeschossiger traufständiger Putzbau über Kellersockel mit zweigeschossigem polygonalen Standerker sowie Giebel rechts und Balkonloggien in beiden Geschossen links. An der linken Seite zurückspringender Vorbau mit Eingang. Unterer Teil backsteinsichtig. Sparsame Putzgliederung in Jugendstilformen. Vorgarten und Einfriedung aus Backstein mit Holzlattenzaun. Erbaut 1909–1910, Architekt H. Osterthun                                      | 37454103 |      |
| Ackerstraße 28 53° 9′ 22″ N, 8° 12′ 58″ O | Wohnhaus    | Zweigeschossiger Putzbau über Kellersockel mit etwa mittigem polygonalen Standerker und Zwerchgiebel darüber, unter Mansardwalmdach. Eingang rechts mit Freitreppe. Sparsame Putzgliederung mit Horizontal- und Vertikalbänderung, Kolossalpilastern und Brüstungen sowie z. T. Festons unter den Fenstern. Vorgarten. Erbaut 1909, Architekt H. Osterthun. | 37454125 | BW   |
| Ackerstraße 29 53° 9′ 22″ N, 8° 12′ 59″ O | Wohnhaus    | Zweigeschossiger Putzbau unter Walmdach mit flachem Risalit rechts, darüber Zwerchgiebel mit Fachwerk. Auf der linken Seite zurückspringender Vorbau mit Eingang, darüber Jahreszahl „1909“. Sparsame Putzgliederung (Fensterrahmungen, geschossteilendes Gesims, horizontale Bänderung). Vorgarten und eiserne Einfriedung. Erbaut 1909. | 37454147 |      |
| Ackerstraße 30 53° 9′ 22″ N, 8° 13′ 0″ O  | Wohnhaus    | Zweigeschossiger Putzbau über Kellersockel mit eingeschossigem polygonalen Standerker links, darüber Balkon, unter Walmdach. Auf der rechten Seite zurückspringender Vorbau mit Eingang, darüber Jahreszahl „1908“. Sparsame horizontale Putzgliederung (Fensterrahmungen, Gesimse, horizontale Bänderung). Vorgarten und eiserne Einfriedung. Erbaut 1908, Architekt H. Osterthun.                                                                                            | 37454169 |      |
| Ackerstraße 31 53° 9′ 22″ N, 8° 13′ 0″ O  | Wohnhaus    | Zweigeschossiger Putzbau mit Mittelrisalit, darüber barockisierendem geschweiften Zwerchgiebel, unter Walmdach. Eingang auf der linken Seite. Putzgliederung mit profilierten Gesimsen und in einfachen Jugendstilformen gehaltenen Fensterrahmungen. Vorgarten. Erbaut 1905–1906, Architekt H. Osterthun. | 37454191 | BW   |
| Ackerstraße 32 53° 9′ 22″ N, 8° 13′ 2″ O  | Wohnhaus    | Eckhaus zur Brommystraße. Zweigeschossiger Backstein-/Putzbau mit Putzgliederungen und Zwerchgiebel unter Mansardwalmdach. Links zurückliegender Vorbau mit Neorenaissanceportal, darüber Nische mit Eulenrelief. Backsteine z. T. hell glasiert, Fensterädikulen und Kranzgesims mit figürlichen Konsolen in Putzgliederung. Zwerchgiebel mit seitlichen Voluten und bekrönender Muschel. Erbaut 1904–1905, Architekt H. Osterthun, 1933 Ausbau einer Dachgeschosswohnung.    | 37454213 | BW   |
| Ackerstraße 33 53° 9′ 23″ N, 8° 13′ 3″ O  | Wohnhaus    | Eckhaus zur Brommystraße. Zweigeschossiger Putzbau über Kellersockel mit Putzgliederungen unter Walmdach, zur Ackerstraße rechts zweigeschossiger polygonaler Standerker, darüber geschweifter Zwerchgiebel, und an der linken Seite zurückliegender Vorbau mit Eingang, darüber Jahreszahl „1909“. An der rechten Seite zur Brommystraße Risalit mit Schweifgiebel. Fensterrahmungen und Gesimse in Putzgliederung. Vorgarten. Erbaut 1909, Architekt H. Osterthun.           | 37454236 | BW   |
| Ackerstraße 34 53° 9′ 23″ N, 8° 13′ 4″ O  | Wohnhaus    | Giebelständiger eineinhalbgeschossiger Backsteinbau von vier Achsen mit Drempel unter Satteldach (Typus „Oldenburger Hundehütte“). Fensterrahmungen, z. T. mit Ädikulen und Balusterbrüstungen, geschosstrennendes Gesims und Eckquaderung in Putzgliederung. Schwebegiebel aus Holz. An der rechten Seite zurückliegende Loggia mit Eingang. Vorgarten und eiserne Einfriedung. Erbaut 1903–1904, Architekt F. Meyer.                                                         | 37454259 | BW   |
| Ackerstraße 35 53° 9′ 23″ N, 8° 13′ 5″ O  | Wohnhaus    | Giebelständiger eineinhalbgeschossiger Putzbau von vier Achsen mit Drempel unter Satteldach (Typus „Oldenburger Hundehütte“). An der rechten Seite Eingang. Putzgliederung mit Bänderungen und Rahmungen der Fenster in barockisierenden und Jugendstilformen. Giebel mit hölzernem Schwebegiebel. Vorgarten. Erbaut 1906–1907 von Zimmermeister F. Meyer. | 37454281 | BW   |
| Ackerstraße 36 53° 9′ 23″ N, 8° 13′ 5″ O  | Wohnhaus    | Zweigeschossiger Backsteinbau mit Putzgliederungen und Zwerchgiebel mit Voluten unter Walmdach. An der rechten Seite zurückliegender Vorbau mit Eingang, darüber Jahreszahl „1900“. Gesimse, Fensterrahmungen und Eckquaderungen als Putzgliederung. Vorgarten. Erbaut 1900, Architekt F. Hegeler | 37454303 | BW   |
| Ackerstraße 37 53° 9′ 23″ N, 8° 13′ 6″ O  | Wohnhaus    | Giebelständiger eineinhalbgeschossiger Putzbau von vier Achsen mit Drempel unter Satteldach (Typus „Oldenburger Hundehütte“). Gesimse, Fensterrahmungen und z. T. Brüstungen mit Balustern und Ädikulen als Putzgliederung. An der rechten Seite zurückgesetzter eingeschossiger Vorbau mit Eingang. Vorgarten. Erbaut 1899–1900, Architekt F. Hegeler. | 37454325 | BW   |
| Ackerstraße 38 53° 9′ 23″ N, 8° 13′ 7″ O  | Wohnhaus    | Giebelständiger eineinhalbgeschossiger Putzbau von vier Achsen mit Drempel unter Satteldach (Typus „Oldenburger Hundehütte“). Gesimse, Fensterrahmungen und z. T. Ädikulen als Putzgliederung. An der rechten Seite zurückliegender Vorbau mit Eingang. Vorgarten und eiserne Einfriedung. Erbaut 1899 von Maurermeister Johann Heinrich Brandes. | 37454347 | BW   |
| Ackerstraße 39 53° 9′ 23″ N, 8° 13′ 7″ O  | Wohnhaus    | Zweigeschossiger Putzbau über Kellersockel mit polygonalem zweigeschossigen Standerker und geschweiftem Zwerchgiebel darüber unter Mansardwalmdach. Eingang mit Freitreppe links. Vorgarten. Erbaut 1908–1909, Architekt H. Osterthun. | 37454369 | BW   |
| Ackerstraße 41 53° 9′ 23″ N, 8° 13′ 9″ O  | Wohnhaus    | Zweigeschossiger Putzbau mit zentralem Eingang und Zwerchgiebel mit Voluten unter Walmdach. An der rechten Seite ehemals eingeschossiger Vorbau mit Eingang, inzwischen abgerissen. Geschosstrennende Gesimse und Fensterrahmungen in Putz. Erbaut 1901, Architekt Bernhard Hoffmann, 1902 Umbau zu einer Gastwirtschaft. | 37454391 | BW   |
| Ackerstraße 42 53° 9′ 23″ N, 8° 13′ 10″ O | Wohnhaus    | Zweigeschossiger Putzbau mit Auslucht links (darüber Balkon mit Balusterbrüstung) und geschweiftem Zwerchgiebel unter Walmdach. Links zurückliegender Vorbau mit Eingang. Geschossteilende Gesimse, Fensterrahmungen und Fries unter der Traufe als Putzgliederung. Vorgarten. Erbaut 1908–1909, Architekten Gebrüder Oetken. | 37454415 | BW   |
| Ackerstraße 43 53° 9′ 23″ N, 8° 13′ 11″ O | Wohnhaus    | Zweigeschossiger Putzbau mit polygonalem eingeschossigen Standerker links (darüber Balkon mit Balusterbrüstung) und geschweiftem Zwerchgiebel unter Walmdach. Links zurückliegender Vorbau mit Eingang. Geschossteilende Gesimse, Fensterrahmungen und Fries unter der Traufe als Putzgliederung. Vorgarten. Erbaut 1908–1909, Architekten Gebrüder Oetken. | 37454437 | BW   |